# Kult hákového kříže
Kult hákového kříže (anglicky American History X) je americký film z roku 1998.

## Děj
Derek Vinyard je uznávaný člen místní skinhedské komunity, v pokoji má vlajky s nacistickými symboly, vytetovaný hákový kříž a nenávidí všechny ne-bílé. Jeho mladší bratr Danny se v něm vidí, jedné noci si Danny všimne, že černoši kradou bratrovo auto před domem, řekne mu to a Derek je zastřelí. Derek za to jde do vězení na tři roky. Den předtím než Derek má být propuštěn z vězení napíše Danny esej o Adolfu Hitlerovi (ve které ho samozřejmě obhajuje), od ředitele dostane za úkol napsat novou esej, o svém bratrovi. Film střídá prostřihy jednoho dne z událostmi z minulosti, které jsou točeny černobíle a tím vyzní jejich syrovost. Jde totiž o záběry stmelování skinhedské komunity, formování Derekova světonázoru a záběry z vězení. Derek se vrátí, ale je jiný a chce vše skončit, což se nelíbí ani Dannymu, ani jeho bývalým přátelům (pro které je hrdina). Derekovu změnu způsobily události prožité ve vězení, kde byl jeho přítel černý spoluvězeň, ale naopak měl spory s bílými skinheady. Tahle část filmu patří k vrcholu. Celý film celkem podrobně mapuje rasismus a jeho nejrůznější podoby i motivy a důvody, které k němu vedou. Film směřuje k závěrečné katastrofě, kdy je zastřelen Danny, který se sice také poučil po vyslechnutí Derekového příběhu, avšak byl stále znepřátelen s černým gangem, který ho zavraždí na školních záchodech. Derek je zničený, protože on svého bratra Dannyho ze začátku vedl k rasismu.

## Obsazení
| Edward Norton           | Derek Vinyard     |
| Edward Furlong          | Danny Vinyard     |
| Fairuza Balk            | Stacey            |
| Beverly D'Angelo        | Doris Vinyardová  |
| Avery Brooks            | Bob Sweeney       |
| Ethan Suplee            | Seth              |
| Stacy Keach             | Cameron Alexander |
| Jennifer Lien           | Davina            |
| Elliott Gould           | Murray            |
| William Russ            | Dennis Vinyard    |
| Joe Cortese             | Rasmussen         |
| Guy Torry               | Lamont            |
| Giuseppe Andrews        | Jason             |
| Michele Christine White | Lizzy             |
| Jonathan Fowler         | Jerome            |
| Antonio David Lyons     | Lawrence          |